# کرامول بردلی
کرامول بردلی (انگلیسی: Cromwell Bradley; ۱۸ نوامبر ۱۹۰۴ – ۱۰ مهٔ ۱۹۶۸) بازیکن فوتبال، و بازیکن کریکت اهل بریتانیا بود.
از باشگاه‌هایی که در آن بازی کرده‌است می‌توان به باشگاه فوتبال نوریچ سیتی اشاره کرد.